# Деления угломера
Деле́ние угломе́ра — это величина центрального угла, который соответствует дуге в 1/6000 окружности.
Длина дуги, соответствующая углу в одно деление угломера, равна:

С достаточным для практики округлением принимают, что длина этой дуги равна 1/1000 радиуса данной окружности. Этим и объясняется другое, часто употребляемое наименование деления угломера — «тысячная». Тысячная также является единицей измерения углов, принятой в артиллерии.

Угол примерно равный большому делению угломера

На практике иногда применяют термины «малое деление угломера» и «большое деление угломера». Малым делением угломера называют одно деление угломера (одну тысячную дальности), большим делением — 100 малых делений угломера (100 тысячных дальности).
Так как окружность содержит 360° или 360*60 = 21 600´, то одно деление угломера равно 21600/6000= 3,6´, а 100 делений (одно большое деление угломера) равны 3,6´*100 = 360´ = 6°.
Соответственно соотношения между большим делением угломера (б. д. у.) и прочими единицами измерения имеют вид:
- 1 тысячная = 1 малое деление угломера (м. д. у.)
- 1 б. д. у. = 100 м. д. у.
- 1 б. д. у. = 1/60 оборота ≈ 0,017 оборота
- 1 б. д. у. ≈ 0,1047 радиана
- 1 б. д. у. = 6 градусов
- 1 оборот = 60 б. д. у.
- 1 радиан ≈ 9,5492 б. д. у.
- 1 градус = 0,16(6) б. д. у.

|          | м.д.у. | б.д.у   | радиан   | градус  |
| -------- | ------ | ------- | -------- | ------- |
| 1 м.д.у  | 1      | 1/100   | 0,001047 | 0,06    |
| 1 б.д.у  | 100    | 1       | 0,1047   | 6       |
| 1 радиан | 954,92 | 9,5492  | 1        | 57,2958 |
| 1 градус | 16,(6) | 0,16(6) | 0,01745  | 1       |

Таким образом, большие и малые деления угломера образуют смешанную шестидесятерично-десятичную шкалу измерения углов. Большие деления угломера чаще всего используются для грубой оценки углов, а вместе с малыми используются в прецизионных измерениях. Шкалы прицельных приспособлений артиллерийских орудий, артиллерийских оптических (буссоль, дальномер) и измерительных приборов (хордоугломер, артиллерийский круг) градуируются в больших и малых делениях угломера. В этих же единицах указывается справочная и расчётная информация в таблицах стрельбы.
В артиллерии существуют правила записи и произнесения выраженных в делениях угломера угловых величин. Например, угол в 27 градусов, равный 450 тысячным, принято записывать как 4-50 и произносить как четыре пятьдесят. Если в угол укладывается целое число больших делений угломера, то после дефиса записывается два нуля. Например угол в 90 градусов записывается как 15-00 и произносится как пятнадцать ноль (по аналогии с временными величинами возможен и вариант произнесения пятнадцать ноль-ноль).